# Helicoïdeus
Els helicoïdeus (Helicoidea) són una superfamília de gastròpodes eupulmonats de l'ordre dels estilommatòfors. Inclou caragols terrestres que respiren aire.

## Famílies
La classificació de Bouchet & Rocroi (2005) ha quedat obsoleta. Segons WoRMS la superfamília Helicoidea inclou 16 famílies:
- Família Camaenidae Pilsbry, 1895
- Família Canariellidae Schileyko, 1991
- Família Cepolidae Ihering, 1909
- Família Elonidae E. Gittenberger, 1977
- Família Geomitridae C.R. Boettger, 1909
- Família Helicidae Rafinesque, 1815
- Família Helicodontidae Kobelt, 1904
- Família Hygromiidae Tryon, 1866
- Família Labyrinthidae Borrero et al., 2017
- Família Pleurodontidae Ihering, 1912
- Família Polygyridae Pilsbry, 1895
- Família Sphincterochilidae Zilch, 1960 (1886)
- Família Thysanophoridae Pilsbry, 1926
- Família Trichodiscinidae H. Nordsieck, 1987
- Família Trissexodontidae H. Nordsieck, 1987
- Família Xanthonychidae Strebel & Pfeffer, 1879